# Nyilascsukafélék
A nyilascsukafélék vagy barrakudák (Sphyraenidae) a sugarasúszójú halak (Actinopterygii) osztályába és a sügéralakúak (Perciformes) rendjébe tartozó család.
A nyilascsukafélék családjába egyetlen nem tartozik.

## Előfordulásuk
A nyilascsukafélék igen elterjedtek valamennyi trópusi tengerben, különösen a korallzátonyok és a tenger alatti sziklaszirtek körül, leggyakrabban azonban valószínűleg az Atlanti-óceán nyugati részén és a Karib-tengerben fordulnak elő.

## Megjelenésük
A halak hossza fajtól függően 45 centiméter és 2,8 méter között van. A legnagyobb ismert példány 46,7 kilogrammot nyomott. A barrakudák leginkább figyelemre méltó és legveszélyesebb jellemzőjük az erős állkapocs, amely túlnyúlik a hegyes felső állcsonton. Az állkapocsban több sor veszélyes fog található: kívül egy sor kicsi, pengeéles fog, belül egy sor tőrszerű tépőfog. A torpedó alakú fej, amely a villámgyors támadások sikerét biztosítja, hosszúkás és keskeny. Két, egymástól távol elhelyezkedő, felfelé meredő hátuszonyuk van. Farokuszonyuk széles és erős. Testük ezüstszínű, rendszerint sötét foltok találhatók rajtuk.

## Életmódjuk
A nyilascsukafélék rajokban úsznak, a nagyobb egyedek rendszerint magányosan élnek. Szinte mindenféle halat elfogyasztanak. Mivel képesek mérgező halakat is fogyasztani, egyes példányok húsa mérgezővé válik. Így egy fajon belül vannak ehető és nem ehető példányok. Számos hiteles beszámoló van arról, hogy a barrakudák embereket is megtámadtak. Veszélyességüket az is növeli, hogy a cápákkal ellentétben az alacsony (20 centiméteres) vízben is képesek támadni. A barrakudák 10-15 évig élnek.

## Szaporodásuk
Szaporodásukról csak keveset tudunk. Feltételezhetően a nyílt tengeren párzanak. A fiatalabb példányok ívási időszakonként 5000 ikrát, míg a 7-12 éves egyedek akár 300 000-et is képesek termelni.

## Rendszerezés
A családba egy nem és az alábbi fajok tartoznak
- Sphyraena (Klein, 1778)
  - Sphyraena acutipinnis
  - Sphyraena afra
  - Sphyraena argentea
  - nagy barrakuda (Sphyraena barracuda)
  - Sphyraena borealis
  - Sphyraena chrysotaenia
  - Sphyraena ensis
  - Sphyraena flavicauda
  - Sphyraena forsteri
  - Sphyraena guachancho
  - Sphyraena helleri
  - Sphyraena iburiensis
  - Sphyraena idiastes
  - Sphyraena japonica
  - Sphyraena jello
  - Sphyraena lucasana
  - Sphyraena novaehollandiae
  - Sphyraena obtusata
  - Sphyraena picudilla
  - Sphyraena pinguis
  - Sphyraena putnamae
  - feketeúszójú barrakuda (Sphyraena qenie)
  - Sphyraena sphyraena
  - Sphyraena tome
  - Sphyraena viridensis
  - Sphyraena waitii